# Dyslalia jednoraka
Dyslalia jednoraka – zaburzenie mowy, odmiana dyslalii wyodrębniona ze względu na ilość zniekształconych głosek.
Występuje ona w przypadku kiedy tylko jeden fonem jest wymawiany niezgodnie z zazwyczaj ustalonymi normami społecznymi. 
Wyróżnia się:
- dyslalię jednoraką prostą – charakteryzującą się zniekształceniem tylko jednej cechy dystynktywnej fonemu (np. dźwięczności czy miejsca artykulacji, lub też jest realizowana cecha, której on nie posiada)

- dyslalię jednoraką złożoną – charakteryzującą się jednoczesne zniekształceniem kilku cech dystynktywnych fonemu (np. miejsca artykulacji, miękkości i dźwięczności)